# (5012) Eurimedonte
(5012) Eurimedonte es un asteroide troyano de Júpiter, descubierto el 17 de octubre de 1960 por Cornelis Johannes van Houten junto a su esposa, también astrónoma Ingrid van Houten-Groeneveld y el astrónomo Tom Gehrels desde el Observatorio de Palomar, Estados Unidos.

## Designación y nombre
Designado provisionalmente con 6 nombres, mayoritariamente usado 9507 P-L. Fue nombrado en honor al sirviente (Eurimedonte) del rey griego de la saga de Troy. 

## Características orbitales
Eurimedonte está situado a una distancia media de 5,271 ua, pudiendo alejarse un máximo de 5,271 ua y acercarse un máximo de 4,821 ua. Su excentricidad es de 0,0853.

## Características físicas
Este asteroide tiene una magnitud absoluta de 10,6. Tiene un diámetro de 36,960 km y su albedo se estima en 0,082.